# 笑ってたいんだ/NEW WORLD MUSIC
『笑ってたいんだ/NEW WORLD MUSIC』（わらってたいんだ/ニュー ワールド ミュージック）は、いきものがかりの20作目のシングル。「笑ってたいんだ」と「NEW WORLD MUSIC」との両A面シングル。エピックレコードジャパンからCDシングル・デジタル・ダウンロードで2011年7月20日に発売された。

## 概要
前作「キミがいる」から約11か月半ぶりに発売された2011年第1弾シングル。両A面シングルは「YELL/じょいふる」以来5作ぶりで、初回仕様限定盤には特典として「いきものカード024」が封入されている。
前作発売後にベストアルバム『いきものばかり〜メンバーズBESTセレクション〜』の発売とそれに伴う自身初のアリーナツアー、さらに2011年前半を楽曲の制作期間に費やしたことから、シングルのリリース間隔としては過去2番目の長さとなっている。
2曲ともに発売直後に行なわれた2011年7月23日・24日の横浜スタジアム公演「いきものまつり2011 どなたサマーも楽しみまSHOW!!! 〜横浜スタジアム〜」でライブ初披露となった。

## 収録曲
1. 笑ってたいんだ （6:11）
  - 作詞・作曲：水野良樹 / 編曲：亀田誠治

日産自動車「新・日産セレナ」CMソング[1]。
元々2つ存在していた曲を組み合わせて作り上げた楽曲で、アップテンポな曲であるが演奏時間が6分以上とかなり長い。亀田誠治がいきものがかりの楽曲の編曲を手がけるのは「ホットミルク」以来約5年4か月ぶりである。
2曲目「NEW WORLD MUSIC」完成後に制作が始まったが、直後に東日本大震災が発生したことで曲の方向性に迷いが生じることになり、水野も「なるべく普通に書くことに徹しようと思いながらも（心境が）かなり揺れ動きながら書いた」と述べている。その後何度も話し合いを重ねた結果「普通に真っ直ぐなポップソングを作ることに向き合う」という結論に至り曲を完成させた[2]。
PVは横浜市中区にある根岸森林公園とBankARTStudioNYK、山内埠頭などで撮影されており、エキストラ150人が走っている場面を中心に制作されている。
『第53回日本レコード大賞』で「YELL」「ありがとう」に引き続き3年連続で優秀作品賞を受賞した。12月30日の授賞式では編曲を担当した亀田がサポートベーシストとして参加している。
2. NEW WORLD MUSIC （4:34）
  - 作詞・作曲：水野良樹 / 編曲：蔦谷好位置

フジテレビ系「めざましテレビ」2011年度テーマソング（2011年4月1日 - 2012年3月30日）。
これまでの曲にはなかった4つ打ちやホーン・セクションなどを取り入れており、ダンス・ミュージックのような趣がある楽曲となっているほか、サビ直前の「世界よ変われ」の部分はオートチューンで吉岡の声を加工してある[3]。編曲はゆず・Superflyなどのプロデュースを手掛けている蔦谷好位置が初めて担当している。
2011年に入ってから最初に制作した曲で、水野はめざましテレビ（2011年7月13日放送）のインタビューで「最初のタイトルは「アイジャナイト ユウジャナイト」にしていたが、震災後に「NEW WORLD」という言葉は深い意味を持っていると思って現在のタイトルに変更した」と語っている。
2012年3月30日のオンエア終了と同時に、放送開始から18年間にわたって総合司会を務めた大塚範一が病気療養で正式に降板したため、この曲が大塚在籍時のめざましテレビ最後のテーマソングとなった。
発売に先駆けて、めざましテレビでのオンエア初日となる2011年4月1日より着うたで先行配信されている。
発売当初はPVが存在しなかったが、後にライブビデオ『いきものまつり2011 どなたサマーも楽しみまSHOW!!! 〜横浜スタジアム〜』の発売に合わせて、横浜スタジアム公演の映像を使用したPVが制作された。
3. 笑ってたいんだ -instrumental-
4. NEW WORLD MUSIC -instrumental-

## 収録アルバム
- NEWTRAL（#1・#2）
- 超いきものばかり〜てんねん記念メンバーズBESTセレクション〜（#1、#2）